# Alter Kämpfer
Alter Kämpfer war eine im Oktober 1933 eingeführte Bezeichnung für Mitglieder der NSDAP aus der „Kampfzeit“ vor der Machtergreifung im Januar 1933, die eine Mitgliedsnummer unter 300.000 führten, sowie für „Amtswalter der NSDAP“ ab dem 1. Oktober 1932. Als „Alte Kämpfer“ galten außerdem NSDAP-Mitglieder, die vor 1933 den „Kampforganisationen“ Sturmabteilung (SA) oder Schutzstaffel (SS) beigetreten waren.
Für den Reichsgau Sudetenland galt ab Dezember 1938 die Regelung, dass unter dem Begriff „Alter Kämpfer“ alle ehemaligen Mitglieder der tschechoslowakischen Deutschen Nationalsozialistischen Arbeiterpartei (DNSAP) und der Sudetendeutschen Partei (SdP) eingeschlossen waren. Ebenso wurden in der Ostmark (siehe dazu auch Österreich in der Zeit des Nationalsozialismus) alle Mitglieder der österreichischen NSDAP (Hitlerbewegung) eingerechnet, die vor dem Parteiverbot am 19. Juni 1933 eingetreten waren und sich auch in der Illegalität als Nationalsozialisten betätigt hatten.

## Alte Garde
Das Korps der Alten Kämpfer, auch Alte Garde genannt, bestand aus Parteimitgliedern, die der NSDAP oder auch den NS-Kampforganisationen wie der Sturmabteilung und dem Stoßtrupp Adolf Hitler bereits von 1919 bis 1923 angehört hatten oder 1923 am Hitlerputsch in München teilgenommen hatten. Die Parteimitglieder traten nach der Neugründung der Partei im Februar 1925 unter ihrer alten Mitgliedsnummer wieder bei und den Angehörigen der Kampforganisationen wurde bei Eintritt in die NSDAP eine der 550 reservierten Mitgliedsnummern verliehen. Vor allem Angehörige dieses Korps bildeten die ranghöchsten Amtswalter in der Struktur der NSDAP.
Die Gruppe der Alten Garde waren Inhaber des Goldenen Parteiabzeichens der NSDAP, teils auch des „Blutordens“. Auf ihren Uniformen trugen sie zahlreiche Insignien, wie zum Beispiel verschiedene Ehrenwinkel und Ärmelstreifen, die diese Gruppe schon äußerlich als Alte Kämpfer kenntlich machten.
Am 8. und 9. November eines jeden Jahres fand in München der „Tag des Korps der Alten Kämpfer“ statt, der an den „Marsch auf die Feldherrnhalle“, den missglückten Hitler-Putsch von 1923, erinnerte.

## Bevorzugte Versorgung
Im Mai 1933 verpflichtete die NSDAP-Fraktion im Preußischen Landtag ihre Mitglieder, für die Unterbringung aller Parteimitglieder mit einer Mitgliedsnummer unter 100.000 in bezahlte Stellungen zu sorgen. Im Juli verfügte Rudolf Heß per Runderlass, dass alle arbeitslosen „Altparteigenossen“ bevorzugt werden sollten, d. h. alle Mitglieder, die der NSDAP vor dem 30. Januar 1933 beigetreten waren. Begründet wurde diese Bevorzugung, weil die Altmitglieder in Zeiten „des alten Systems in vieler Hinsicht schwere Nachteile erfuhren und teils ihre Arbeitsplätze verloren, teils bei der Vergebung von Arbeitsplätzen hintangestellt wurden.“ Im Oktober 1933 wurde die Sonderaktion zur beschleunigten Unterbringung von Parteigenossen bei der Reichsanstalt für Arbeitsvermittlung und Arbeitslosenversicherung in Berlin zentral gesteuert. Bevorzugt eingestellt werden sollten insbesondere Parteiangehörige mit Mitgliedsnummern bis 300.000 (d. h. Parteieintritt vor Ende 1930) sowie Amtswalter der NSDAP, die mindestens ein Jahr tätig waren; außerdem alle Angehörigen von SA, SS und Stahlhelm, die vor dem 30. Januar 1933 beigetreten waren.
Frank Bajohr zufolge erwiesen sich derartige Differenzierungen in der Praxis als wenig relevant: Tatsächlich nahmen Parteigenossen vielfach unabhängig von der Mitgliedsnummer lukrative Posten und Arbeitsstellen ein. Von den mehr als 3000 Stellen, die zum Beispiel bis 1936 im mittleren und unteren Dienst eines Ministeriums mit Parteigenossen besetzt wurden, waren zuvor lediglich 369 als arbeitslos gemeldet.
Im Münchner Stadtteil Harlaching entstand nach der Machtergreifung zwischen Naupliastraße und Perlacher Forst die „Alte-Kämpfer-Siedlung“, in der bevorzugt an SA-Mitglieder und Teilnehmer des Putsches von 1923 Grundstücke und Baumaterial für standardisierte Einfamilien-Siedlungshäuser vergeben wurde, welche teilweise in Eigenleistung errichtet werden mussten.

## „Alte Kämpfer der Ostmark“
In Österreich wurden mit einer Anweisung des „Reichskommissars für die Wiedervereinigung“ Josef Bürckel jene Parteigenossen zu „alten Kämpfern der Ostmark“ erklärt, die der österreichischen NSDAP vor dem Parteiverbot am 19. Juni 1933 beigetreten waren und nach dem „Anschluss“ im Zuge der „Reorganisation“ der österreichischen Partei wieder ihre alte Mitgliedsnummer erhalten haben. Dies war der Fall, wenn bei einer Überprüfung die durchgehende nationalsozialistische Betätigung während der Zeit des Parteiverbots festgestellt wurde. Außerdem wurden in Österreich jene zu „alten Kämpfern“ erklärt, denen der „Blutorden“ verliehen wurde oder die vor dem 11. März 1938 „außerordentlich verdienstvolle“ Parteitätigkeit geleistet hatten. Ab Dezember 1938 galten für die „alten Kämpfer der Ostmark“ die gleichen Vergünstigungen wie für die „alten Kämpfer“ im „Altreich“.

## Nach Kriegsende
Die „Alten Kämpfer“ zählten zu den Personen, die entnazifiziert werden sollten.
Nach Art. 10 der Kontrollratsdirektive Nr. 24 waren unter anderen die Träger des Nationalsozialistischen Blutordens vom 9. November 1923 aus Ämtern und verantwortlichen Stellungen zu entfernen. Wer während der NS-Herrschaft ausschließlich auf Grund seiner Zugehörigkeit zur NSDAP ein Amt oder eine Stellung erhalten hatte, galt nach der Kontrollratsdirektive Nr. 38 als „Nutznießer“ und damit als „Belasteter“. In einem Spruchkammerverfahren konnten ihm bestimmte Sühnemaßnahmen auferlegt werden, außer einer Inhaftierung etwa die Einziehung des Vermögens oder der Verlust von Rechtsansprüchen auf eine aus öffentlichen Mitteln zahlbare Pension oder Zuwendung.